# فلدن (بغنيتس)
فلدن آن در بغنيتس (بالألمانية: Velden (Pegnitz)) هي مدينة وبلدة ألمانية تقع في ألمانيا في منطقة نورنبيرغر لاند.

## المدن التوأمة
مدينة يون اشتات هي مدينة توأمة لـفلدن آن در بغنيتس.